# Obodas III
Obodas III (en arabe : عبادة الثالث), est un roi nabatéen du Ier siècle av. J.-C. Obodas est décrit par Strabon comme se désintéressant du gouvernement et abandonnant celui-ci à son ministre Syllaios.
Durant son règne, de 30 à 9 av. J.-C., le royaume nabatéen connut  un important essor culturel. C'est à cette époque que la plupart des tombeaux et temples sont construits. Obodas III épousa la reine Hagiru, première reine nabatéenne dont le nom nous est connu grâce à des monnaies frappées par son époux. Obodas III mourut sans enfants ; d'où la crise de succession après sa mort.

## Échec de l'expédition romaine en Arabie Heureuse
C'est aussi lors de cette période que les Romains tentèrent de découvrir l'origine des épices et des parfums dont les Nabatéens faisaient commerce et afin de ne plus passer par leur intermédiaire. Ils découvrirent qu'une bonne partie provenait du Royaume de Saba, qui selon Strabon :

« produit à la fois la myrrhe, l'encens, le cinnamome (la cannelle), sans compter le balsamier (le Baumier) qui croît de préférence sur la côte et une autre herbe fort odoriférante, dont le parfum malheureusement s'évapore très vite. Le palmier odorant et le calamus (le rotin) s'y rencontrent également. »

De plus, les Romains découvrirent que les marchands sabéens tiraient aussi beaucoup d'aromates de l'Éthiopie. Ils utilisaient à cet effet des barques de cuir qui « passent et repassent le détroit (le Bab-el-Mandeb) ». Il y a tellement d'aromates au royaume de Saba, « qu'on y brûle le cinnamome, la casse et les autres aromates comme on brûle ailleurs les broussailles et le bois pour se chauffer. »
Connaissant ces richesses, Auguste confie vers -25 - -24 au préfet d'Égypte, Aelius Gallus le soin de mener une expédition vers l'Arabie Heureuse (Arabia felix, le Yémen actuel) qui est un fiasco. Auguste vise à la fois la richesse en épices et la position stratégique sur la mer Rouge. Les Romains comptaient sur l'aide des Nabatéens, leurs alliés, pour les guider et espéraient une victoire facile. Les Nabatéens habitaient l'est de la Palestine et le nord-ouest de l'Arabie actuelle et connaissaient très bien le pays puisque leurs caravanes sillonnaient l'Arabie pour justement aller chercher les précieuses denrées du royaume de Saba.
Malgré une armée de plus de 10 000 hommes, avec sans doute deux légions romaines (la legio XXII Deiotariana et la legio III Cyrenaica) la campagne fut un échec cuisant. Le géographe Strabon, un ami de Gallus, nous donne un compte rendu de cette expédition,,,. Il raconte que l'armée de Gallus, guidée par Syllaios le ministre d'Obodas, fut volontairement mal conseillée par ce dernier, livrée à elle-même dans une nature hostile. Brûlée par le soleil, anéantie par les maladies, une grande part de l'effectif succomba. Après six mois d'errance Gallus retourna à Alexandrie.
La campagne d'Aelius Gallus est reconnue comme ayant été une grande défaite pour l'Empire. Parti avec plus de 10 000 soldats, le préfet rentra à Alexandrie avec un effectif grandement réduit.
Strabon estime que Syllaios fit exprès de faire échouer cette expédition, car il espérait utiliser ce succès pour détrôner Obodas. Syllaios sera d'ailleurs accusé par la suite par Arétas IV et Hérode Ier le Grand d'avoir fait assassiner Obodas, pour s'emparer du trône. Quoi qu'il en soit, l'échec de l'expédition ne pouvait que satisfaire Obodas, car sa réussite aurait tari la principale ressource des Nabatéens qui continuèrent ainsi à avoir le monopole du commerce des richesses de l'Arabie Heureuse, notamment vers les empires romain et parthe.

## Mort et succession
Ayant anticipé la mort d'Obodas, Syllaios, son tout puissant ministre, se trouve alors à Rome pour tenter de se faire désigner roi (vers -9). Profitant de la mauvaise humeur d'Auguste et avec force cadeaux, Syllaios obtient que la royauté d'Arétas IV ne soit pas reconnue par l'empereur. Syllaios continue à faire sa cour et espère être finalement désigné roi par Auguste.
Pendant ce temps à Pétra, Énée s'empare du pouvoir et prend Arétas (Arétas IV) comme nom de règne. Il n'a pas sollicité l'accord de Rome, contrairement aux usages pour les États-clients, ce qui indispose grandement l'empereur Auguste à son encontre. Ce qui renforce encore la position de Syllaios.
Toutefois, Arétas IV et le roi Hérode le Grand de Judée vont conjuguer leurs efforts pour que Syllaios soit finalement écarté. La seule version dont nous disposons est celle de Flavius Josèphe qui copie directement les écrits de Nicolas de Damas, le ministre et homme de confiance d'Hérode. Il est donc possible que celle-ci ne dise pas toute la vérité.
Selon Nicolas de Damas, Hérode est à  ce moment dans une période de disgrâce auprès de l'empereur qui, écoutant Syllaios, lui reproche d'avoir fait une incursion militaire en Nabatée et d'avoir tué plusieurs « Arabes », dont visiblement un important prince arabe, au mieux avec les romains. Pour essayer de revenir en grâce, Hérode envoie en ambassade Nicolas de Damas, puis deux de ses fils. En s'alliant avec les ambassadeurs d'Arétas, ils parviennent à retourner la situation. Ils accusent alors Syllaios d'avoir fait assassiner le roi Obodas en apportant suffisamment de preuves et de témoignages pour ébranler les bonnes relations que l'empereur avait avec Syllaios. Nicolas de Damas se vante aussi d'avoir réussi à convaincre Auguste qu'Hérode était dans son bon droit dans l'attaque contre les Nabatéens. Il s'agissait selon lui de poursuivre des brigands Trachonides, qui depuis une forteresse située en territoire nabatéen, effectuaient régulièrement des razzias sur la Batanée et sur tout le plateau agricole du Hauran.
Auguste change alors d'avis sur Syllaios, ce qui permet à Arétas d'être reconnu. Syllaios écarté, sera exécuté à Rome quelques années plus tard pour sa participation à un complot.